# 北京财富中心
北京财富中心（英語：Fortune Financial Center），也称北京FFC，是北京商务中心区的摩天大楼，位于东三环北路。占地面积9.21万平方米，总建筑面积73万平方米，共有63层，高265.3米，分为三期进行开发，第一期和第三期为写字楼，于2013年正式开盘。由建築師巴马丹拿負責設計。

## 电梯配置
北京财富中心电梯配置列表（全部为蒂森克虏伯高速升降机）
- No. 1-5（5部来往3/F-12/F之办公电梯）：1、3-12
- No. 6-9（4部来往16/F-22/F之办公电梯）：1、16-22
- No. 10-13（4部来往23/F-30/F之办公电梯）：1、23-30
- No. 14-17（4部来往31/F-38/F之办公电梯）：1、31-38
- No. 18-24（7部来往空中大堂之穿梭电梯）：1、39
- No. 25-29（5部来往40/F-52/F之办公电梯）：39-52
- No. 30-33（4部来往53/F-60/F之办公电梯）：39、53-60
- No. 34-37（4部来往61/F-68/F之办公电梯）：39、61-68
- No. 38-40（3部停车场专用电梯）：B4-2
- No. 41-42（2部办公专用之消防及服务电梯）：B4-68
- No. 43（1部办公专用之大型载货电梯）：B4-68